# Liouville-getal
In de getaltheorie, een deelgebied van de wiskunde, is een Liouville-getal een reëel getal {\displaystyle x} met de eigenschap dat voor elk positief geheel getal {\displaystyle n}, er gehele getallen {\displaystyle p} en {\displaystyle q} bestaan, met {\displaystyle q>1} en zodanig dat
{\displaystyle 0<\left|x-{\frac {p}{q}}\right|<{\frac {1}{q^{n}}}}
In 1844 bewees Joseph Liouville dat alle Liouville-getallen transcendent zijn. Hiermee gaf hij ook het eerste bewijs van het bestaan van transcendente getallen.

## Het bestaan van Liouville-getallen
De volgende constructie laat zien dat Liouville-getallen inderdaad bestaan.
Zij {\displaystyle b\geq 2} een geheel getal, en {\displaystyle (a_{1},a_{2},\ldots )} een rij met voor alle {\displaystyle k=1,2,3,\ldots ,\ a_{k}\in \{0,1,2,\ldots ,b-1\}}, en zodat er oneindig veel getallen {\displaystyle k} zijn waarvoor geldt dat {\displaystyle a_{k}\neq 0}. Definieer het getal {\displaystyle x} door
{\displaystyle x=\sum _{k=1}^{\infty }{\frac {a_{k}}{b^{k!}}}=a_{1}b^{-1}+a_{2}b^{-2}+a_{3}b^{-6}+a_{4}b^{-24}+\ldots }
In het speciale geval waarin {\displaystyle b=10} en {\displaystyle a_{k}=1} voor alle {\displaystyle k}, wordt de uitkomst hiervan de constante van Liouville genoemd.
Uit de definitie volgt dat de representatie van {\displaystyle x} in grondtal {\displaystyle b} gegeven wordt door:
{\displaystyle x=(0,a_{1}a_{2}000a_{3}00000000000000000a_{4}000\ldots )_{b}}
Aangezien de representatie van {\displaystyle x} in het grondtal {\displaystyle b} geen repeterend gedeelte heeft, volgt hieruit dat {\displaystyle x} irrationaal is. Voor elk rationaal getal {\displaystyle p/q} geldt dus dat {\displaystyle \left|x-{\frac {p}{q}}\right|>0}.
Definieer nu voor elk positief geheel getal {\displaystyle n\geq 1,\ q_{n}} en {\displaystyle p_{n}} door
{\displaystyle q_{n}=b^{n!};\quad p_{n}=q_{n}\sum _{k=1}^{n}{\frac {a_{k}}{b^{k!}}}}
Dan geldt:
{\displaystyle 0<\left|x-{\frac {p_{n}}{q_{n}}}\right|=\sum _{k=n+1}^{\infty }{\frac {a_{k}}{b^{k!}}}\leq \sum _{k=n+1}^{\infty }{\frac {b-1}{b^{k!}}}<\sum _{k=(n+1)!}^{\infty }{\frac {b-1}{b^{k}}}=}
{\displaystyle ={\frac {b-1}{b^{(n+1)!}}}\sum _{k=0}^{\infty }{\frac {1}{b^{k}}}={\frac {b-1}{b^{(n+1)!}}}\cdot {\frac {b}{b-1}}={\frac {b}{b^{(n+1)!}}}\leq {\frac {b^{n!}}{b^{(n+1)!}}}={\frac {1}{{q_{n}}^{n}}}}
De laatste gelijkheid volgt uit het feit dat
{\displaystyle n\cdot n!=n\cdot n!+n!-n!=(n+1)!-n!}
Hieruit kunnen we concluderen dat elke op deze manier geconstrueerde {\displaystyle x} een Liouville-getal is.
Uit deze constructie volgt ook meteen dat de verzameling van Liouville-getallen overaftelbaar is. Neem bijvoorbeeld {\displaystyle b=10}, dan komt elke rij van cijfers tussen 0 en 9 waar oneindig veel cijfers niet nul zijn overeen met een uniek Liouville-getal. Met een diagonaalargument kan men dan eenvoudig laten zien dat deze deelverzameling van de Liouville-getallen overaftelbaar is, en dus ook de gehele verzameling van Liouville-getallen.

## Irrationaliteit
Het blijkt dat het getal {\displaystyle x=c/d}, waarin {\displaystyle c} en {\displaystyle d} gehele getallen zijn met {\displaystyle d>0}, niet kan voldoen aan de ongelijkheden waardoor de Liouville-getallen gedefinieerd zijn. Aangezien elk rationaal getal op dergelijke wijze als {\displaystyle c/d} geschreven kan worden, zal hieruit volgen dat geen enkel Liouville-getal rationaal is.
Iets specifieker blijkt dat als {\displaystyle n} een geheel getal is waarvoor geldt dat {\displaystyle 2^{n-1}>d}, er dan geen enkel tweetal gehele getallen {\displaystyle (p,q)} met {\displaystyle q>1} bestaat dat tegelijkertijd aan beide van de twee volgende ongelijkheden voldoet:
{\displaystyle 0<\left|x-{\frac {p}{q}}\right|<{\frac {1}{q^{n}}}}
Stel {\displaystyle p} en {\displaystyle q} zijn gehele getallen met {\displaystyle q>1}. Dan geldt:
{\displaystyle \left|x-{\frac {p}{q}}\right|=\left|{\frac {c}{d}}-{\frac {p}{q}}\right|={\frac {|cq-dp|}{dq}}}
Als {\displaystyle cq-dp=0}, is {\displaystyle |x-p/q|=0}, waardoor {\displaystyle (p,q)} niet aan de eerste ongelijkheid voldoet. Als {\displaystyle cq-dp>0}, geldt, vanwege het feit dat {\displaystyle c,d,p} en {\displaystyle q} alle geheel zijn, dat {\displaystyle cq-dp\geq 1}. Hieruit volgt dat
{\displaystyle \left|x-{\frac {p}{q}}\right|={\frac {|cq-dp|}{dq}}\geq {\frac {1}{dq}}}
Omdat {\displaystyle 2^{n-1}>d}, volgt hieruit dat
{\displaystyle \left|x-{\frac {p}{q}}\right|\geq {\frac {1}{dq}}>{\frac {1}{2^{n-1}q}}\geq {\frac {1}{q^{n}}}},
waaruit volgt dat {\displaystyle (p,q)} niet aan de tweede ongelijkheid voldoet.
Hieruit concluderen we dat er als {\displaystyle 2^{n-1}>d}, er geen tweetal {\displaystyle (p,q)} bestaat dat aan beide ongelijkheden voldoet. Rationale getallen kunnen dus geen Liouville-getallen zijn; dus alle Liouville-getallen zijn irrationaal.

## Transcendentie
Alle Liouville-getallen zijn transcendent. Het bewijs hiervan begint met een lemma dat een bepaalde eigenschap van irrationale algebraïsche getallen beschrijft. Deze eigenschap ontbreekt bij Liouville-getallen, en omdat Liouville-getallen irrationaal zijn, volgt hieruit dat Liouville getallen transcendent zijn.
Lemma
Zij {\displaystyle \alpha } een irrationaal nulpunt van de veelterm {\displaystyle f} van graad {\displaystyle n>0} met gehele coëfficiënten, dan bestaat er een reëel getal {\displaystyle A>0} zodanig dat voor alle gehele getallen {\displaystyle p} en {\displaystyle q} met {\displaystyle q>0} geldt
{\displaystyle \left|\alpha -{\frac {p}{q}}\right|>{\frac {A}{q^{n}}}}
Bewijs
Zij {\displaystyle M} de maximale waarde van {\displaystyle |f'(x)|} (de absolute waarde van de afgeleide van {\displaystyle f}) op het interval {\displaystyle [\alpha -1,\alpha +1]}. Laat {\displaystyle \alpha _{1},\alpha _{2},\ldots ,\alpha _{m}} de verschillende nulpunten van {\displaystyle f} zijn die ongelijk zijn aan {\displaystyle \alpha }. Kies een getal {\displaystyle A>0} dat voldoet aan
{\displaystyle A<\min(1,{\frac {1}{M}},|\alpha -\alpha _{1}|,|\alpha -\alpha _{2}|,\ldots ,|\alpha -\alpha _{m}|)}
Stel nu dat er gehele getallen {\displaystyle p} en {\displaystyle q} bestaan die het lemma tegenspreken. Dan geldt
{\displaystyle \left|\alpha -{\frac {p}{q}}\right|\leq {\frac {A}{q^{n}}}\leq A<\min(1,{\frac {1}{M}},|\alpha -\alpha _{1}|,|\alpha -\alpha _{2}|,\ldots ,|\alpha -\alpha _{m}|)}
Dus {\displaystyle p/q} zit in het interval {\displaystyle [\alpha -1,\alpha +1]}; {\displaystyle p/q} is geen nulpunt van {\displaystyle f} en er zijn ook geen nulpunten tussen {\displaystyle p/q} en {\displaystyle \alpha }. Uit de middelwaardestelling volgt dat er een {\displaystyle x_{0}} tussen {\displaystyle p/q} en {\displaystyle \alpha } bestaat zodat
{\displaystyle f(\alpha )-f({\frac {p}{q}})=(\alpha -{\frac {p}{q}})f'(x_{0})}
Aangezien {\displaystyle \alpha } een nulpunt van {\displaystyle f} is, maar {\displaystyle p/q} niet, is {\displaystyle |f'(x_{0})|>0}, en dus kunnen we de bovenstaande vergelijking als volgt herschikken:
{\displaystyle \left|\alpha -{\frac {p}{q}}\right|={\frac {|f(\alpha )-f({\frac {p}{q}})|}{|f'(x_{0})|}}={\frac {|f({\frac {p}{q}})|}{|f'(x_{0})|}}}
De polynoom {\displaystyle f} is van de vorm {\displaystyle \sum _{i=0}^{n}c_{i}x^{i}} waarin elke {\displaystyle c_{i}} geheel is; dus {\displaystyle |f(p/q)|} kan geschreven worden als
{\displaystyle \left|f({\frac {p}{q}})\right|=\left|\sum _{i=0}^{n}c_{i}p^{i}q^{-i}\right|={\frac {1}{q^{n}}}\left|\sum _{i=0}^{n}c_{i}p^{i}q^{n-i}\right|\geq {\frac {1}{q^{n}}}}
waarbij de laatste ongelijkheid geldt omdat {\displaystyle p/q} geen nulpunt is (dus {\displaystyle |f(p/q)|>0}) en omdat {\displaystyle p} en {\displaystyle q}, en alle {\displaystyle c_{i}} geheel zijn.
Dus {\displaystyle |f(p/q)|\geq 1/q_{n}}. Omdat {\displaystyle f'(x_{0})\leq M} vanwege de definitie van {\displaystyle M}, en {\displaystyle 1/M>A} vanwege de definitie van {\displaystyle A}, volgt hieruit dat
{\displaystyle \left|\alpha -{\frac {p}{q}}\right|=\left|{\frac {f({\frac {p}{q}})}{f'(x_{0})}}\right|\geq {\frac {1}{Mq^{n}}}>{\frac {A}{q^{n}}}\geq \left|\alpha -{\frac {p}{q}}\right|}
Dit is een contradictie, dus zulke {\displaystyle p} en {\displaystyle q} kunnen niet bestaan, waarmee het lemma bewezen is.
Bewijs van de bewering
Zij {\displaystyle x} een Liouville-getal. Dan is {\displaystyle x} irrationaal, zoals eerder bewezen is. Stel {\displaystyle x} is algebraïsch van graad {\displaystyle n}, dan bestaat er volgens het lemma een positief reëel getal {\displaystyle A} zodat voor alle gehele getallen {\displaystyle p} en {\displaystyle q} met {\displaystyle q>1} geldt dat
{\displaystyle \left|x-{\frac {p}{q}}\right|>{\frac {A}{q^{n}}}}
Zij {\displaystyle r} een positief geheel getal zodanig dat {\displaystyle 1/2^{r}\leq A}. Stel {\displaystyle m=r+n}. Omdat {\displaystyle x} een Liouville-getal is, bestaan er gehele getallen {\displaystyle a} en {\displaystyle b} met {\displaystyle b>1} zodat
{\displaystyle \left|x-{\frac {a}{b}}\right|<{\frac {1}{b^{m}}}={\frac {1}{b^{r}b^{n}}}\leq {\frac {1}{2^{r}b^{n}}}\leq {\frac {A}{b^{n}}}}
wat het lemma tegenspreekt. Dus elk Liouville-getal is transcendent.